# Pan di ramerino
Le pan di ramerino est un petit pain moelleux et sucré à base de pâte, de raisins secs (zibibbo) et de romarin,. Du lait et des œufs sont souvent ajoutés à la pâte.

## Histoire
Originaire du Moyen Âge, ses ingrédients ont certainement évolué au fil du temps (l'utilisation du sucre, par exemple). Traditionnellement lié à la période précédant Pâques, il n'y a pas si longtemps, le pan di ramerino n'était vendu dans les boulangeries de Florence et des environs que le jeudi saint, déjà béni par les curés locaux. Aujourd'hui, le pan di ramerino peut également être trouvé en vente à d'autres périodes de l'année.
Le pan di ramerino est laissé à lever pendant environ une heure, puis cuit au four jusqu'à ce que l'huile dont il a été préalablement badigeonné (avec une branche de romarin frais) lui donne sa typique couleur brune et brillante en surface.
Il ressemble à une petite miche de pain ronde avec une entaille en forme de croix pour l'aider à lever.